# Can Soms de l'Estany
Can Soms de l'Estany és una masia de Maçanet de la Selva (Selva) inclosa a l'Inventari del Patrimoni Arquitectònic de Catalunya.

## Descripció
Masia de planta basilical de tres pisos. La planta baixa, està articulada en la façana per sis obertures, d'entre les quals, destaca únicament el portal central, ja que la resta no gaudeixen de gaire rellevància i interès. Tornant al portal, aquest està coronat per un arc carpanell rebaixat de tres peces, amb grans muntants de pedra de dimensions considerables. En el primer pis o planta noble, trobem quatre obertures de tipologia dispar: per una banda, les tres centrals, emmarcades, les quals són rectangulars i amb l'ampit treballat. Mentre que per l'altra, la última de l'extrem, circular i l'emmarcament realitzat d'obra vista de rajol. Entremig, cal destacar el rellotge de sol, de dimensions considerables, però bastant deteriorat i erosionat. El segon pis, és projectat com a golfes i articulat en la façana amb una obertura rectangular d'obra vista de rajol. Finalment, cal dir que la masia està coberta amb una teulada de vessants a laterals, interrompuda en la part central per la prèsencia de la construcció de les golfes, cosa que realça l'alçada total de l'edifici.

## Història
L'any 1769, en Miquel Soms, que habitava la casa Can Puigtió com a masover, va comprar diverses peces de terra, abans que els seus descendetns construïssin la casa. Una d'elles va ser d'una vessana d'estany a Geroni Llonell de Maçanet, i una altra al 1771, de sis vessanes i mitja d'estany. Al 1775, Francesc Soms Brun es casà per primera vegada amb Maria Tomàs i en enviudar, es casà amb Anna Maria Sello, vídua, que en els capítols matrimonials va fer constar que aportà una caixa de noguer amb pany i clau, 200 lliures per quan se celebrés el matrimoni i les 100 restants d'un total de 300, per Carnestoltes de l'any 1793; també va aportar joies i vestits. Al 1801, en Miquel Soms Tomàs es casà amb Ana Vendrell Sallo de Montfullà. El pare d'en Miquel va donar per dot al seu fill, 800 lliures, però va demanar que en l'enterrament li fessin Oficis a l'Altar Major amb sis capellans, 40 misses baixes, i la caritat a l'església ben vista. L'Anna Vendrell va aportar 100 lliures i vestits, tot a dintre d'una caixa de fusta de poll.
Al 1840, en Francesc Soms Vendrell es casà amb Rita Caballé. Aquest i el seu fill, Miquel Soms Caballé construïren la casa avui coneguda per Can Soms de l'Estany. Abans de construir-la, els amos de Can Puigtihó, dels quals els Soms n'eren masovers, els feren un assentament a favor seu, gravat amb un cens anual de 10 quarteres de blat, que foren lluïdes al 1934 a la nova família propietària de Puigtió. La construcció de Can Soms, que començà al 1854, s'acabà el dia 28 de març del 1855. Per construir la casa, entre moltes altres coses, van utilitzar 44 jornals de bou per traginar pedres, 28 jornals de carro per traginar sorra, 227 jornals de manobre i un total de 40 duros i 276 jornals de mestres de paleta. En l'any 1862 en Miquel Soms Caballé es casà amb Lluïsa Prats Viñoles. L'any 1893 n'era propietari en Francesc Soms Prats, que es mantingué sempre solter. Al 1913 la germana d'aquest, Margarida Soms i Prats que estava casada amb en Joan Ruiz Freixes i vivien a Can Sagarreta del veïnat de Coma Juliana, casa de la qual eren propietaris, es quedà vídua i amb tres fills petits i se n'anà a viure a Can Soms amb el seu germà, ja per sempre. A finals dels anys vuitanta del segle passat, el propietari era en Joan Ruiz Soms, que es va casar amb Dolors Mateu Reyner, provinent de Can Puigtihó, del mateix veïnat.